# Ишим (станция)
Ишим — железнодорожная станция Тюменского региона Свердловской железной дороги, расположенная на главном ходу Транссиба в одноимённом городе Тюменской области.

## История
Строительство станции началось одновременно со строительством железной дороги, соединяющей крупные города Западной Сибири: Тюмень и Омск. Тюменский городской глава Текутьев отмечал, что «линия от Тюмени до Омска — путь государственного значения, постройка которого не может быть отлагаема даже и при затруднительных обстоятельствах».
1 октября 1913 года на станцию Ишим Омской железной дороги прибыл первый поезд на паровозной тяге.

## Станция сегодня
Сегодня станция по путевому развитию, объёму и характеру работы является станцией первого класса. В её границах размещены локомотивное депо, обслуживающее грузовые поезда на участках дороги Ишим — Войновка, пассажирские поезда на участке Ишим — Тюмень, вагонное депо, дистанция пути, восстановительный и пожарный поезда, грузовой двор.
К станции примыкают 23 подъездных пути. Железнодорожная станция работает с грузоотправителями, грузополучателями Ишима, а также Ишимского, Казанского, Викуловского, Бердюжского, Абатского, Сорокинского районов. На станции Ишим трудится 82 человека.

## Назначение
На станции производится:
- Пр/выд. повагонных отправок грузов (откр. площ.)
- Пр/выд. мелких отправок грузов (крытые склады)
- Пр/выд. поваг. и мелк. отправок (подъездн. пути)
- Пр/выд. повагонных отправок грузов (крытые склады)
- Пр/выд. грузов в универсальных контейнерах (3 и 5 т)
- Пр/выд. мелких отправок грузов (откр. площ.)
- Продажа пасс. билетов
- Прием, выдача багажа[4].

## Дальнее сообщение
По состоянию на декабрь 2020 года через станцию курсируют следующие поезда дальнего следования:
| № поезда         | Маршрут движения              | № поезда         | Маршрут движения              |
| ---------------- | ----------------------------- | ---------------- | ----------------------------- |
| 1 «Россия»       | Владивосток — Москва          | 2 «Россия»       | Москва — Владивосток          |
| 3                | Пекин — Москва                | 4                | Москва — Пекин                |
| 5                | Улан-Батор — Москва           | 6                | Москва — Улан-Батор           |
| 13 «Новокузнецк» | Новокузнецк — Санкт-Петербург | 14 «Новокузнецк» | Санкт-Петербург — Новокузнецк |
| 19 «Восток»      | Пекин — Москва                | 20 «Восток»      | Москва — Пекин                |
| 37 «Томич»       | Томск — Москва                | 38 «Томич»       | Москва — Томск                |
| 55 «Енисей»      | Красноярск — Москва           | 56 «Енисей»      | Москва — Красноярск           |
| 63               | Новосибирск — Минск           | 64               | Минск — Новосибирск           |
| 67               | Абакан — Москва               | 68               | Москва — Абакан               |
| 69               | Чита — Москва                 | 70               | Москва — Чита                 |
| 75               | Омск — Симферополь            | 76               | Симферополь — Омск            |
| 81               | Улан-Удэ — Москва             | 82               | Москва — Улан-Удэ             |
| 91               | Северобайкальск — Москва      | 92               | Москва — Северобайкальск      |
| 93               | Омск — Нижневартовск          | 94               | Нижневартовск — Омск          |
| 95               | Барнаул — Москва              | 96               | Москва — Барнаул              |
| 99               | Владивосток — Москва          | 100              | Москва — Владивосток          |
| 103              | Новосибирск — Брест           | 104              | Брест — Новосибирск           |
| 115              | Томск — Адлер                 | 116              | Адлер — Томск                 |
| 117              | Новокузнецк — Москва          | 118              | Москва — Новокузнецк          |
| 125 «Обь»        | Новосибирск — Новый Уренгой   | 126 «Обь»        | Новый Уренгой — Новосибирск   |
| 135              | Барнаул — Москва              | 136              | Москва — Барнаул              |
| 137              | Новокузнецк — Нижневартовск   | 138              | Нижневартовск — Новокузнецк   |
| 139              | Барнаул — Адлер               | 140              | Адлер — Барнаул               |